# Paul Weitz
Paul Joseph Weitz (25. července 1932 Erie, Pensylvánie, USA – 23. října 2017, Flagstaff, Arizona, USA) byl americký vojenský letec a astronaut, který letěl do vesmíru kosmickou lodí Skylab 2 a později znovu v raketoplánu Challenger.

## Život

### Před lety
Absolvoval Pensylvánskou státní univerzitu (Pennsylvania State University) v roce 1954 jako letecký inženýr. Pak strávil rok službou na torpédoborci. Absolvoval pilotní výcvik a létal řadu let u námořního letectva. Podal si přihlášku do týmu astronautů a v roce 1966 byl přijat do páté skupiny v NASA. Prodělal výcvik k programu Apollo, po jeho předčasném zrušení se přecvičil na program Skylab. Oženil se a má dvě děti.

### Lety do vesmíru
Startoval jako první z posádek tohoto programu společně s astronauty Conradem a Kerwinem v květnu 1973 z mysu Canaveral na Floridě v kosmické lodi nazvané Skylab 2 (loď z původního programu Apolla). Cílem byla 80tunová stanice Skylab, v té době již kroužící na oběžné dráze Země jako orbitální stanice. Spojení obou objektů se vydařilo a astronauti plnili své úkoly, přičemž také vystoupili do volného vesmíru. Na stanici pracovali necelý měsíc a pak se v pořádku vrátili domů, přistáli za pomoci padáků na hladině Tichého oceánu. Weitz měl v této misi funkci pilota kosmické lodi.
Druhou svou příležitost dostal až o 10 let později ve svých 51 letech. Ve funkci velitele letu řídil první let raketoplánu Challenger při misi STS-6. Během letu byla vypuštěna stacionární družice TDRS A a byl uskutečněn čtyřhodinový výstup, Weitzův výstup do otevřeném kosmu (tzv. EVA) trval něco přes hodinu.
- Skylab 2 (25. května 1973 – 22. června 1973)
- STS-6 (4. dubna 1983 – 9. dubna 1983)

Během svých dvou letů strávil Weitz ve vesmíru 33 dní.

## Další události
Z týmu kosmonautů byl vyřazen roku 1988, u NASA v různých funkcích však zůstal. Byl také náměstkem ředitele střediska JSC. Zemřel na myelodysplastický syndrom 23. října 2017 ve věku 85 let.